# كولبس أبلق
كولبس أبلق (الاسم العلمي: Colobus guereza) هو نوع من الحيوانات يتبع جنس الكولبس من فصيلة سعادين العالم القديم.